# Prix Michel-Dentan
Le prix Michel-Dentan est un prix littéraire suisse décerné à un auteur d'expression française.

## Histoire
Le prix est créé en 1984, en mémoire de Michel Dentan (1926-1984), professeur de littérature, éditeur et critique lausannois. Il est l'une des plus importantes récompenses littéraires de Suisse romande et récompense « un auteur suisse ou vivant en Suisse, d'expression française, qui s'impose par la force d'écriture, son originalité, son pouvoir de fascination et le bonheur de lecture qu'il procure ».
Il est doté de 8 000 francs (état en 2021). Après avoir été soutenu par Le Temps et l'ancien magazine de la Migros Construire (état en 1999), il est soutenu en 2021 par les fondations Coromondel et Jan Michalski.
Le jury, composé de dix membres au maximum.
En 2007, le prix est menacé de disparition, car les organisateurs ont bien du mal à trouver les sponsors pour assurer les quelque dix mille francs nécessaires à son fonctionnement. C'est même difficilement qu'ils réunissent les 6000 francs pour le prix cette année, au lieu des 8000 habituels.

## Liste des lauréats
- 1984 : Jacqueline Tanner, pour La Maryssée, Lausanne, L'Aire, 1984.
- 1985 : Jean-Marc Lovay, pour Le Convoi du colonel Fürst, Genève, Zoé, 1985.
- 1987 : Claude Delarue, pour La Mosaïque, Paris, Seuil, 1986.
- 1988 : Marie-Claire Dewarrat, pour Carême, Lausanne, L'Aire, 1987.
- 1989 : Rose-Marie Pagnard, pour La Période Fernandez, Arles, Actes Sud, 1988, et Sans eux la vie serait un désert, Lausanne, L'Aire, 1988.
- 1990 : François Debluë, pour Troubles fêtes, Lausanne, L'Âge d'homme, 1989.
- 1991 : Jean Pache, pour La straniera, Genève, Zoé, 1990.
- 1992 : Silvia Ricci-Lempen, pour Un homme tragique, Lausanne, L'Aire, 1991.
- 1993 : Yves Laplace, pour On, Paris, Seuil, 1992.
- 1994 : Daniel de Roulet, pour Virtuellement vôtre, Dole (F) / Saint-Imier (CH), Canevas Éditeur, 1993.
- 1995 : Élisabeth Horem, pour Le Ring, Yvonand, Bernard Campiche, 1994.
- 1996 : deux lauréats, par décision du jury 
  - Ivan Farron, pour Un après-midi avec Wackernagel, Genève, Zoé, 1995,
  - Pascale Kramer, pour Manu, Paris, Calmann-Lévy, 1995.
- 1997 : Claudine Roulet, pour Rien qu'une écaille, Sierre, Monographic, 1996.
- 1998 : Daniel Maggetti, pour Chambre 112, L'Aire, 1997.
- 1999 : Claude Darbellay, pour Les Prétendants, Zoé, 1998.
- 2000 : Frédérik Pajak, pour L'Immense Solitude : Avec Friedrich Nietzsche et Cesare Pavese, orphelins sous le ciel de Turin, Paris, Presses Universitaires de France, 1999.
- 2001 : Jean-Jacques Langendorf, pour La nuit tombe, Dieu regarde, Genève, Zoé, 2000.
- 2002 : Étienne Barilier, pour L'Énigme, Genève, Zoé, 2001.
- 2003 : Michel Layaz, pour Les larmes de ma mère, Genève, Zoé, 2003.
- 2004 : Jean-Michel Olivier, pour L'Enfant secret, Lausanne, L'Âge d'homme, 2004.
- 2005 : Jean-Luc Benoziglio, Louis Capet, suite et fin, Seuil, 2005.
- 2006 : Anne-Lou Steininger, Les Contes des jours volés, Bernard Campiche éditeur, 2006,  (ISBN 2-88241-158-8)
- 2007 : Catherine Safonoff, Autour de ma mère, Genève, Zoé, 2007
- 2008 : deux lauréats, par décision du jury
  - Ghislaine Dunant, pour Un effondrement, Paris, Grasset, 2007,
  - Jean-François Haas, pour Dans la gueule de la baleine guerre, Paris, Seuil, 2007.
- 2009 : Jean-Bernard Vuillème, pour Pléthore ressuscité, Neuchâtel, Éditions de la Nouvelle Revue neuchâteloise, 2008
- 2010 : Noëlle Revaz, pour Efina, Paris, Gallimard, 2009
- 2011 : Douna Loup, pour L'Embrasure, Paris, Mercure de France, 2010 ; Alexandre Friederich, pour Ogrorog, Meyrin, éditions des sauvages, 2011
- 2012 : non décerné
- 2013 : Jean-Pierre Rochat pour L'Écrivain suisse allemand, Genève, éditions d’Autre Part, 2012
- 2014 : Philippe Rahmy pour Béton armé. Shanghai au corps à corps, Paris, La Table Ronde, 2013
- 2015 : Antoinette Rychner pour Le Prix, Paris, Buchet Chastel, coll. « Qui vive », 2015
- 2016 : David Bosc pour Mourir et puis sauter sur son cheval, Lagrasse, Verdier, 2016
- 2017 : Claude Tabarini pour Rue des Gares et autres lieux rêvés, Éditions Héros-Limite, Genève, 2016
- 2018 : Jean François Billeter pour Une autre Aurélia et Une Rencontre à Pékin, Allia, 2017
- 2019 : Rinny Gremaud pour Un monde en toc, Seuil, 2018
- 2020 : Pascal Janovjak pour Le Zoo de Rome, Actes Sud, 2019
- 2021 : Bruno Pellegrino pour Dans la ville provisoire, Zoé, 2021
- 2022 : Emmanuelle Fournier-Lorentz pour Villa Royale, Gallimard, 2022
- 2023 : Corinne Desarzens pour Un Noël avec Winston, La Baconnière, 2023[6]
- 2024 : Catherine Lovey pour histoire de l’homme qui ne voulait pas mourir, Zoé, 2024[7]